# Hvannfell
Hvannfell är ett berg i republiken Island. Det ligger i regionen Norðurland eystra, 280 km nordost om huvudstaden Reykjavík. Toppen på Hvannfell är 671 meter över havet.
Trakten runt Hvannfell är nära nog obefolkad, med mindre än två invånare per kvadratkilometer. Närmaste större samhälle är Reykjahlíð, omkring 13 kilometer nordväst om Hvannfell. Trakten runt Hvannfell består i huvudsak av gräsmarker.